# Parafia Chrystusa Króla w Ludlow
Parafia Chrystusa Króla w Ludlow (ang. Christ the King Parish) – parafia rzymskokatolicka  położona w Ludlow, Massachusetts, Stany Zjednoczone.
Jest ona jedną z wielu etnicznych, polonijnych parafii rzymskokatolickich w Nowej Anglii z mszą św. w j. polskim dla polskich imigrantów.
Nazwa parafii jest związana z kultem Chrystusa Króla.
Ustanowiona w 1948 roku.